# Caragobius urolepis
Caragobius urolepis е вид бодлоперка от семейство Попчеви (Gobiidae). Видът не е застрашен от изчезване.

## Разпространение и местообитание
Разпространен е в Бангладеш, Бруней, Виетнам, Индия (Андхра Прадеш, Западна Бенгалия, Ориса и Тамил Наду), Индонезия (Бали, Калимантан, Папуа, Суматра и Ява), Камбоджа, Малайзия (Западна Малайзия), Мианмар, Папуа Нова Гвинея, Провинции в КНР, Сингапур, Тайван, Тайланд, Фиджи, Филипини, Хонконг и Япония.
Обитава крайбрежията на сладководни и полусолени басейни, морета, реки и потоци. Среща се на дълбочина от 0,2 до 1 m.

## Описание
На дължина достигат до 8,5 cm.
Популацията на вида е стабилна.